# Фіялка розросла
Фіялка розросла, фіалка зросла (Viola accrescens) — вид рослин з родини фіалкових (Violaceae), поширений у Молдові, Україні, Росії.

## Опис
Багаторічна рослина 10(15)–20 см. Пластина листка 3–6 см завдовжки і до 2 см шириною, подовжено-яйцеподібні, біля основи широко-клиноподібна. Квітки білі, 1.5–2 см завдовжки.

## Поширення
Поширений у Молдові, Україні, Росії.
В Україні вид зростає на степових схилах, узліссях, сухих луках, яйлах — в Лісостепу, Степу та Криму; на Правобережжі, зрідка.